# Livia maculipennis
Livia maculipennis är en insektsart som först beskrevs av Fitch 1857.  Livia maculipennis ingår i släktet Livia och familjen rundbladloppor. Inga underarter finns listade i Catalogue of Life.